# Nejgenan
Nejgenan (perski: نيگنان) – wieś w Iranie, w ostanie Chorasan Południowy. W 2006 roku miejscowość liczyła 331 mieszkańców w 112 rodzinach.